# スダ湾襲撃
スダ湾襲撃（スダわんしゅうげき）は、1941年3月26日にイタリア海軍が小型艇によりクレタ島のスダ湾（en:Souda Bay）を襲撃した事件である。

## 強襲

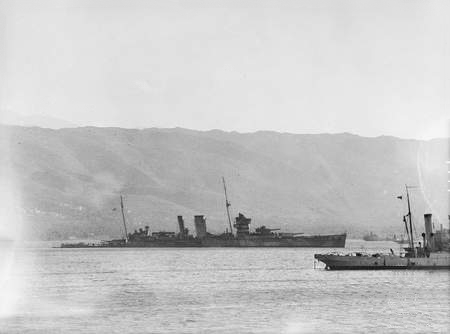
1941年5月に撮られたスダ湾で放棄された「ヨーク」。手前はノルウェーのタンカー「Pericles」

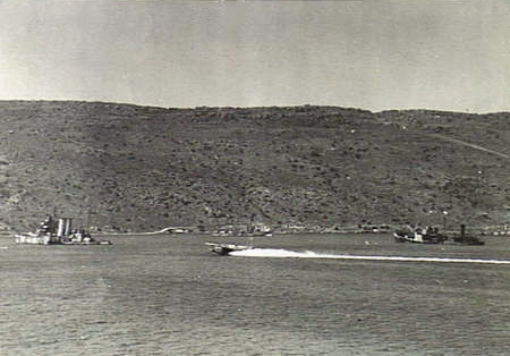
1941年5月に撮られたスダ湾。左側で着底しているのが「ヨーク」。手前の水上機はショート・サンダーランド

1941年3月25日夜、イタリア海軍のセラ級駆逐艦「フランチェスコ・クリスピ」、「クインティノ・セラ」が3隻ずつ爆装艇MASを搭載してレロス島から出撃した。爆装艇は艇内に300kgの爆薬を搭載しており、艇を目標への衝突コースに乗せた後衝突して爆発する前に乗員は脱出するというものであった。
航空偵察によりスダ湾には多数の艦船が停泊していることが発見されていた。スダ湾で連合国軍の活動が継続的に行われていることから、数か月前にスダ湾が目標に選ばれていた。
3月25日23時30分、スダ湾沖で一人乗りの爆装艇が駆逐艦から発進した。湾内に侵入した爆装艇は、重巡洋艦「ヨーク」、ノルウェーの大型タンカー「Pericles」（8,300トン）、別のタンカーと貨物船各1隻に突入した。
3月26日4時46分、「ヨーク」中央部に2隻が命中した。艦後部の破口からそれぞれボイラー室と弾薬庫に浸水し、爆発により乗員2名が死亡した。艦尾が沈み込んだ「ヨーク」は沈没を避けるために浜辺に故意に座礁させられた。
「Pericles」も大破着底した。残り2隻はイタリア側資料によると共に沈没したとされるが、イギリス側資料によると残りの爆装艇は命中しなかったとされる。爆装艇の操縦者は6名全員が捕虜となった。
空襲を受けているとの勘違いにより、対空砲火があがった。
「Pericles」は駆逐艦によって曳航されアレクサンドリアへ向かう途中、1941年4月14日に嵐で沈没した。動けない「ヨーク」は、着底後も枢軸軍からの空襲を受けており、対空砲火を上げて抵抗していたが、やがて5月下旬には主砲以下の火器を破壊されて無力化された。ドイツ軍によってクレタ島が占領される前に乗員の手によって22日には主要部に爆弾を仕掛けて破壊された。
戦後、「ヨーク」の船体は浮揚されてバーリへ曳航され、そこで1952年3月にスクラップとなった。